# Deja, Sălaj
Deja este un sat în comuna Sălățig din județul Sălaj, Transilvania, România.
 Acest articol despre o localitate din județul Sălaj este deocamdată un ciot. Puteți ajuta Wikipedia prin completarea lui.